# 教学理论
教学理论是教育学的一门分支学科，研究教学情境下教师引导、维持或促进学生学习的行为，用以指导课堂教学实践。

一般认为，捷克夸美纽斯的《大教学论》（1632）是第一本系统的教学理论著作。德国赫尔巴特的《普通教育学》（1806）确立了心理学和哲学的理论基础，使教学理论成为一门真正独立的学科。

此后，教学理论朝心理学和哲学两个方向发展。欧洲大陆（以德国为代表）倾向于哲学取向，苏联和中国都深受影响；英美则倾向于心理学取向，重要的代表人物有：布鲁纳（杰罗姆·布鲁纳）、奥苏伯尔和加涅（《学习的条件和教学理论》的作者）。
- 加涅关于学习阶段与教学事件的关系